# 6ix9ine
Даниэ́ль Эрна́ндес (англ. Daniel Hernandez; род. 8 мая 1996, Бушуик, Бруклин, Нью-Йорк, Нью-Йорк, США), более известный под псевдонимами 6ix9ine (рус. Сиксна́йн) и Tekashi69 (рус. Тека́ши Сиксна́йн) — американский рэпер и осуждённый преступник. Его музыкальное творчество отличается агрессивным стилем чтения рэпа и нестандартным внешним видом и поведением: радужными волосами, множеством татуировок, конфликтами с известными личностями и проблемами с законом.
Родившийся в Бруклине, Даниэль Эрнандес стал широко известен после релиза его дебютного сингла «Gummo». Песня стала народным хитом, заняв 12 место в списке Billboard Hot 100 и добившись дальнейшего коммерческого успеха после получения платиновой сертификации RIAA. Даниэль продолжил заниматься музыкой, и его следующим релизом, вышедшим годом позже, стал микстейп Day69, содержащий три дополнительных сингла, попавших в чарт Hot 100, в то время как сам микстейп занял четвёртое место в музыкальном хит-параде Billboard 200.
Спустя несколько месяцев его сингл Fefe, записанный совместно с рэпершей Nicki Minaj и спродюсированный Murda Beatz, займёт третье место в чарте Hot 100 и станет лидирующей песней дебютного альбома «Dummy Boy».
Несмотря на то, что альбом был воспринят весьма критично и негативно, он занял второе место в чарте Billboard 200.
Публичный образ и проблемы с законом Эрнандеса привлекли внимание СМИ. Он является источником противоречий за ведение социальных сетей и конфликты с известными людьми. В 2015 году он признал себя виновным в ряде уголовных преступлений, связанных с деятельностью сексуального характера с детьми, за которые получил четыре года испытательного срока и 1000 часов общественных работ. В 2018 году Эрнандес был арестован за шантажирование, обвинения в ношении оружия и наркотиков. В 2019 году он признал себя виновным. Рэпера приговорили к двум годам тюремного заключения.

## Биография
Родился 8 мая 1996 года в окрестности Бушуик, округ Бруклин, Нью-Йорк, США. Сын мексиканки и пуэрториканца. Эрнандеса выгнали из школы, когда он учился в восьмом классе. В 2010 году недалеко от дома был застрелен его отчим, поэтому вскоре Эрнандес начал работать и продавать марихуану, чтобы финансово помочь своей матери, страдающей диабетом.

### Семья
- Биологический отец Даниэль Эрнандес, пуэрториканец. Был наркоманом и сидел 5 лет в тюрьме за хранение наркотиков. О его существовании рэпер узнал только в 9 лет.
- Мать Нативидад Эрнандес-Перес, мексиканка. Переехала в США ради перспектив. Страдает диабетом и перенесла 4 операции на грыжах.
- Старший брат Оскар Осирис Эрнандес (25.08.1994).
- Отчим (погиб в 2010)

### Личная жизнь
По слухам, за 2018 год Даниэль переспал с около 70 женщинами, по его словам, он является «сексуальным наркоманом».
В детстве любил играть в футбол и в 13 лет его даже хотели взять в молодёжную лигу, но его мать отказалась. Является убеждённым верующим и в юношеском возрасте часто пел в церковных хорах и приглашался на чтение Библии.
У Эрнандеса две дочери — Сарайя (род. 20 октября 2015) от Сары Молин (род. 1996) и Бриэлла Айрис (род. 19 ноября 2018) от девушки по имени Марлэйна.

## Карьера
Эрнандес привлек к себе внимание в июле 2017 года, когда опубликовал в соцсети Instagram пост, который также стал вирусным на Reddit и Twitter. Эксцентричная внешность Эрнандеса (радужные волосы и гриллзы, а также татуировки номера 69 по всему телу) превратила его в интернет-мем.
10 ноября мир увидел его дебютный сингл «Gummo», который занял 12 место на Billboard Hot 100. 5 марта 2018 трек получил платиновую сертификацию RIAA. Следующий сингл исполнителя назывался «Kooda» и 23 декабря 2017 дебютировал на 61 строчке Hot 100. 14 января 2018 года Эрнандес выпустил свой третий сингл «Keke», записанный при участии рэперов Fetty Wap и A Boogie wit da Hoodie.
Вскоре Эрнандес анонсировал свой дебютный микстейп «Day69», который, в конце концов, увидел свет 23 февраля 2018 года и дебютировал на 4 строчке чарта Billboard 200.
27 августа 2020 года Tekashi анонсировал свой второй студийный альбом «Tattle Tales», вновь подогрев свою вражду с чикагскими рэперами Chief Keef и 600Breezy. 6ix9ine пообещал новую пластинку 4 сентября, прилетев в Чикаго. Там он с насмешкой вылил на землю бутылку спиртного, неуважительно вспомнив всех погибших друзей вышеупомянутых артистов.
Выступление на BANGER Fest
26 сентября 2022 года состоялось сольное концертное выступление Tekashi 6ix9ine в 15:00 на Adrenaline Stadium в Москве.
Обращение к прессе:
«Моё решение — это моё решение. Я люблю Россию. И люди врут в США, когда говорят про войну. Когда я приехал в Россию, вы пришли, и вы нормальные, и вы делаете всё правильно».
Эрнандес добавил, что приехал в Москву без охраны и при этом чувствует себя в безопасности: «Россия впечатлила меня. Мы приехали, показали свою любовь. И поедем домой. Меня переполняет любовь. Спасибо большое».
Медиафутбол
В сентябре 2022 года стал вратарём российской медиафутбольной команды GOATS.

## Проблемы с законом

### Обвинения в сексуальном насилии над детьми
В октябре 2015 года Эрнандеса признали виновным в совращении несовершеннолетней. Эрнандесу предъявили обвинение по трём пунктам после инцидента, произошедшего в ночь на 21 февраля 2015 года, когда он вступил в половой акт с тринадцатилетней, а позже распространил видео инцидента. Всего для обвинения в совершении преступления использовалось три видеоролика.
На первом видео «ребенок вовлечен в оральный секс с отдельно обвиняемым Текваном Андерсоном, именно когда Даниэль Эрнандес стоит позади несовершеннолетней, осуществляя тазовые толчки и хлопая её по ягодицам. Ребёнок на видео полностью оголен».
Второе видео показывает то, как несовершеннолетняя сидит на коленях Эрнандеса, пока Андерсон сжимает её грудь.
На третьем видео обнаженная девочка сидит на коленях Андерсона и Эрнандеса.
В одном из своих интервью, Эрнандес заявил, что не имел «полового акта» с девушкой и отрицал, что знал о её возрасте. Он также сообщил, что на момент инцидента ему было семнадцать, однако дата его рождения говорит об обратном.
Согласно договору о признании вины, Эрнандес обязался получить аттестат об окончании средней школы, воздерживаться от публикации в соцсетях изображений женщин жестокого и сексуально откровенного характера, не нарушать закон в течение двух лет и тому подобное. Если Эрнандес будет придерживаться соглашения, то получит три года условно и не будет внесён в базу преступников, совершивших сексуальное нападение; если же нет, то ему грозит три года тюрьмы. В январе 2018 года на одном из судебных слушаний, Эрнандес сообщил, что не сдал тест на получение аттестата о среднем образовании, но вынесение приговора отложили на 10 апреля 2018. Будучи несовершеннолетним, Эрнандес уже сидел в тюрьме за избиение и сбыт героина.

### Инцидент с удушьем в торговом центре
12 июля 2018 года Эрнандес был арестован в Нью-Йорке по ордеру на арест за попытку удушения 16-летнего в торговом центре en:The Galleria города Хьюстон штата Техас в январе того же года. Все обвинения были сняты после того, как подросток решил не возбуждать судебный иск.

### Стрельба по Chief Keef
2 июня 2018 года Chief Keef был обстрелян возле отеля W в Нью-Йорке, но не ранен; в результате инцидента никто не пострадал. Из-за продолжающейся вражды Эрнандес был подтверждён как находящийся под следствием Департамента полиции Нью-Йорка на предмет возможной причастности к инциденту, несмотря на то, что в то время он находился в Лос-Анджелесе. В феврале 2019 года Эрнандес признал себя виновным в заказе стрельбы по Chief Keef. Эрнандес предложил своему сообщнику Кинтеа «Куда Би» Маккензи 20 000 долларов за выстрел по Chief Keef.

### Инцидент с грабежом, нападением и похищением человека
Ранним утром 12 июля 2018 года в Бруклине рэпер был похищен, избит и ограблен группой из трёх вооружённых человек. Исполнитель закончил съёмки музыкального видео «Fefe» (совместно с Ники Минаж и Murda Beatz), когда был схвачен и выведен на улицу с наведённым на него пистолетом. Были украдены ювелирные изделия на $750,000 и $35,000 наличными. Эрнандес выскочил из машины и вызвал полицию с телефона незнакомца. Рэпера положили в госпиталь. В феврале 2019 года Энтони «Харв» Эллисон, участник Nine Trey, был обвинён в июльском похищении и нападении. 3 октября Эллисона признали виновным.
10 ноября 2018 года на сайте TMZ появилось видео с камер наблюдения, где двое мужчин открывают огонь по декорациям для съёмок клипа в Беверли-Хиллз совместно с Канье Уэстом и Ники Минаж.

### Дело Nine Trey Gangsters
16 ноября 2018 года Эрнандес во второй раз появился на радио The Breakfast Club, где сказал: «Есть только одна вещь, которой я боюсь. Нет, две. Я боюсь Бога и ФБР.». 18 ноября 2018 года Эрнандес, его ненастоящий менеджер Кифано «Шотти» Джордан и трое других партнёров были арестованы. Рэпер был обвинён в RICO и ношении огнестрельного оружия, включая заговор об убийстве и вооружённом ограблении, и сталкивался с жизнью в тюрьме. 1 февраля 2019 года Эрнандес признал себя виновным по 9 преступлениям. Он должен быть приговорён 24 января 2020 года.
22 марта 2020 года, отбывая свой срок в тюрьме, Эрнандес попросил позволить ему отбыть оставшуюся часть своего тюремного заключения дома, заявив, что он находится в риске заражения вирусом COVID-19 из-за его ранней астмы.
2 апреля 2020 года Эрнандес был переведён на домашний арест. 1 августа 2020 срок заключения Текаши подошёл к концу и он был освобожден из под домашнего ареста, но тут же у артиста возникли новые проблемы с законом. В январе 2019 он заключил договор с правительством, по которому должен был заплатить штраф в размере 35000 долларов и отработать 300 часов исправительных работ. Всё это он должен был сделать к концу срока, но не отработал ни одного часа.

### Арест за нападение в Доминиканской Республике в 2023 году
15 октября 2023 года Эрнандес был арестован в Санчесе, Доминиканская Республика , по подозрению в нападении на двух музыкальных продюсеров.

### Арест за домашнее насилие в Доминиканской Республике в 2024 году
17 января 2024 года Эрнандес был арестован властями Доминиканской Республики по обвинению в домашнем насилии. Его содержали в тюрьме в Санто-Доминго , а на 18 января было назначено слушание , чтобы решить, будет ли он освобожден под залог или останется под арестом. 25 января 2024 года его освободили при условии, что он будет проходить правительственное консультирование и встречаться с властями каждые два месяца, пока они не завершат свое расследование, и обязали внести залог в размере 510 долларов.

### Арест в Нью-Йорке в 2024 году
29 октября 2024 года Эрнандес был арестован в Нью-Йорке по ордеру, выданному Окружным судом США по Южному округу Нью-Йорка после того, как ему было предъявлено обвинение в нарушении условий его контролируемого освобождения, срок которого истекал всего через полгода. Эрнандес был обязан находиться под надзором с момента его освобождения из тюрьмы в апреле 2020 года. Эрнандес покинул штат, чтобы отправиться в Лас-Вегас без разрешения, опоздал на час в суд и дважды сдал положительный тест на метамфетамин. Также рэпер получил штраф за превышение скорости во Флориде, где он ехал со скоростью 198 миль в час в зоне с ограничением в 50 миль в час на незарегистрированном транспортном средстве.

## Конфликты
Рэп-исполнитель Майкл Вайт, который более известен под именем Trippie Redd, в одном из записанных видео осудил Эрнандеса такими словами: «Я не способствую педофилам», хотя до того записав совместный трек с Эрнандесом. Конфликт между исполнителями продолжается по сей день.
27 октября 2018 суд Манхэттена приговорил Текаши к четырём годам условного срока за использование несовершеннолетней в сексуальной деятельности. Вдобавок 6ix9ine должен выполнить 1000 часов общественных работ, а также прекратить публично причислять себя к бандитским группировкам, публиковать в социальных сетях откровенные материалы девушек и несовершеннолетних детей. В зале суда Текаши заявил, что за последние несколько месяцев он сделал немало добрых поступков, в том числе купил еды бездомным в Чикаго и навестил в больнице ребёнка, болеющего раком. «Если я был бы таким плохим, 6-летний ребёнок хотел бы меня увидеть?», — недоумевал рэпер. В конце концов адвокаты рэпера поработали на славу, сумев отгородить артиста от тюремного срока.

## Благотворительная деятельность
В сентябре 2017 года рэпер посетил школу в Бушвике, сделав пожертвование.
В марте 2017 года Эрнандес отправился в Доминиканскую Республику с целью съёмки нового клипа. Находясь там, он раздал купюры по 100$ жителям.

## Дискография
- Dummy Boy (2018)
- TattleTales (2020)
- Leyenda Viva (2023)

## Туры
- World Domination Tour (2018)[61][62]